# Alexandrópolis
Alexandrópolis (em grego:  Αλεξανδρούπολη, pronunciado: [aleksan'ðrupoli] (escutarⓘ)) é uma cidade da Grécia, capital da unidade regional de Evros. Está supostamente localizada sobre o local da antiga localidade de Sale (em grego clássico: Σάλη), uma cidade da Grécia antiga, fundada por colonos vindos da ilha de Samotrácia, citada por Heródoto.
Do ponto de vista comercial, a cidade é intensamente beneficiada por sua posição no centro das rotas terrestres e marítimas que conectam a Grécia e a Turquia. Do ponto de vista arqueológico, a região abriga os sítios históricos de Mesimvria (Zone) e Maroneia.

## Etimologia
A atual cidade de Alexandrópolis foi fundada na metade do século XIX (quando o noroeste da Grécia estava sob controle do Império Otomano) por pescadores provenientes dos vilarejos de Macri e Maroneia, ficando conhecida como Dedeagach (em grego:  Δεδεαγάτς, em turco:  Dedeağaç, em búlgaro:  Дедеагач). De acordo com uma lenda, o nome vem de um velho e sábio turco ou dede, que passou grande parte de seu tempo debaixo da sombra de uma arvore local (em Turco ağaç) e eventualmente acabou enterrado ao lado dela. Em 1920, após uma visita do Rei da Grécia, Alexandre I, as autoridades locais decidiram renomear a cidade como Alexandrópolis ("cidade de Alexandre"), em sua homenagem. O pedido foi amplamente aprovado pelo governo central grego, sendo que o nome é usado até os dias atuais.

## Imagens

Museu Eclesiástico
Igreja de São José
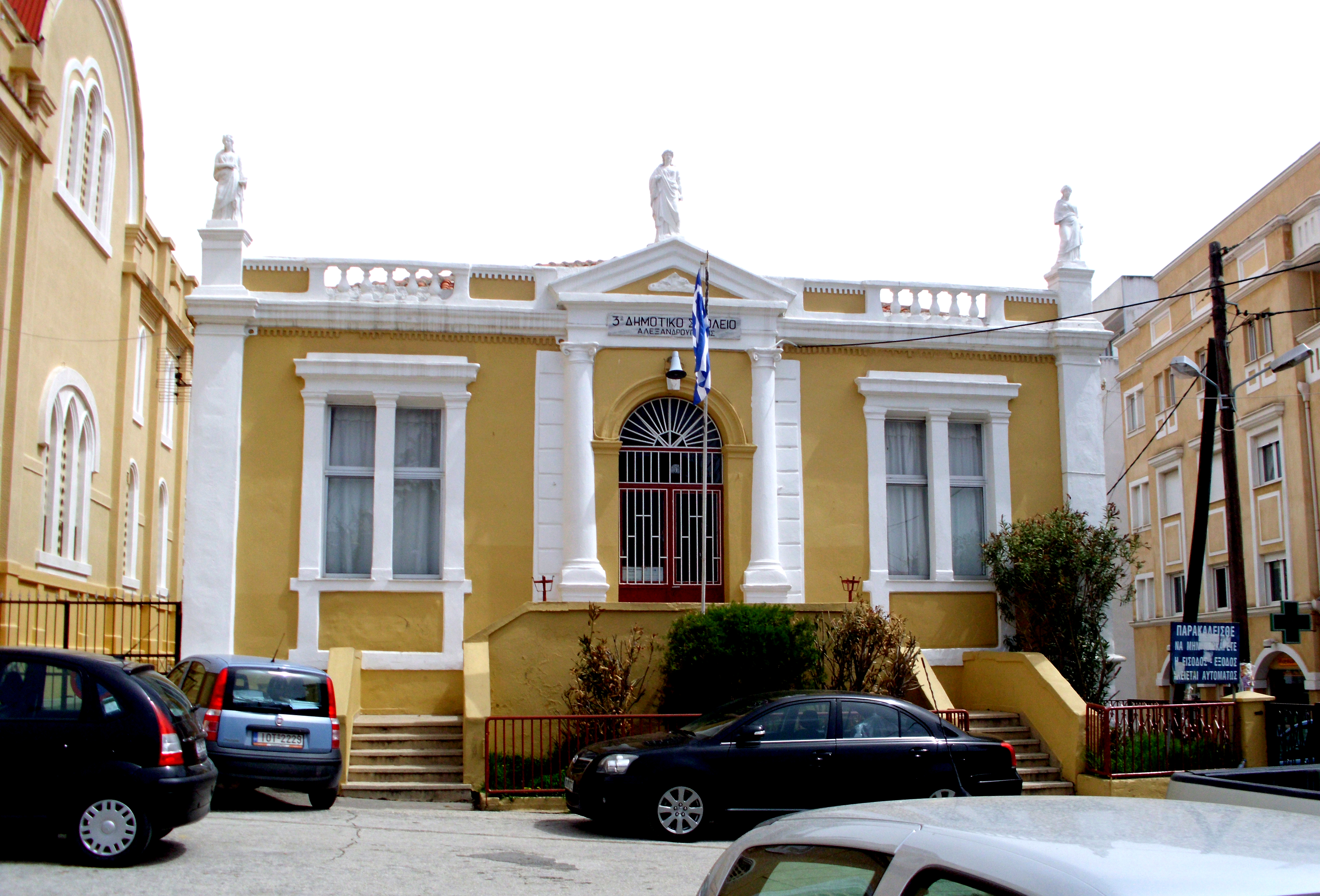
Escola Primária Pública
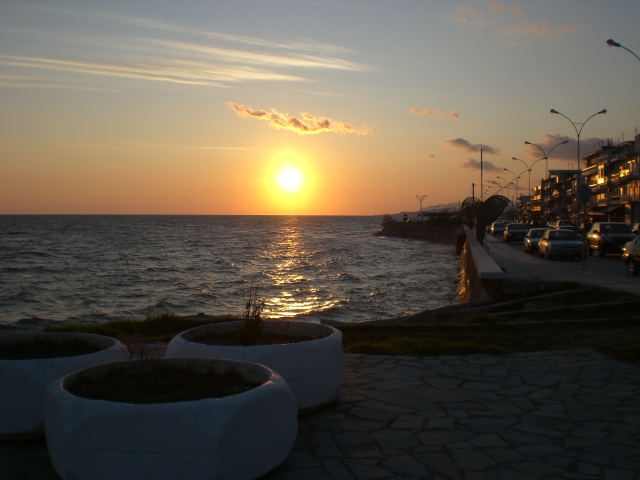
Vista da beira-mar
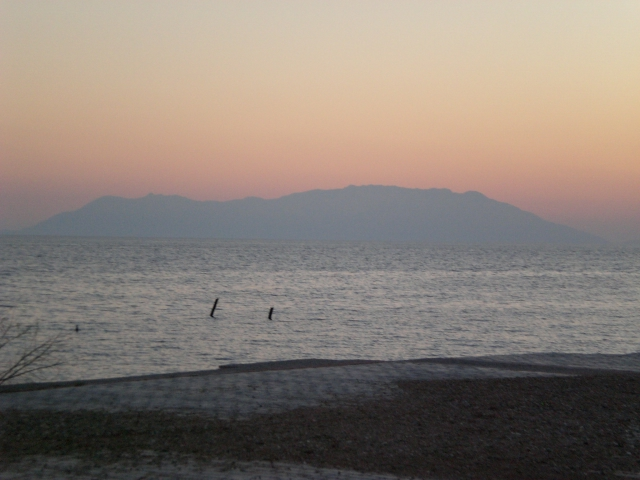
Vista de Samotrácia desde a cidade
Costa de Alexandrópolis
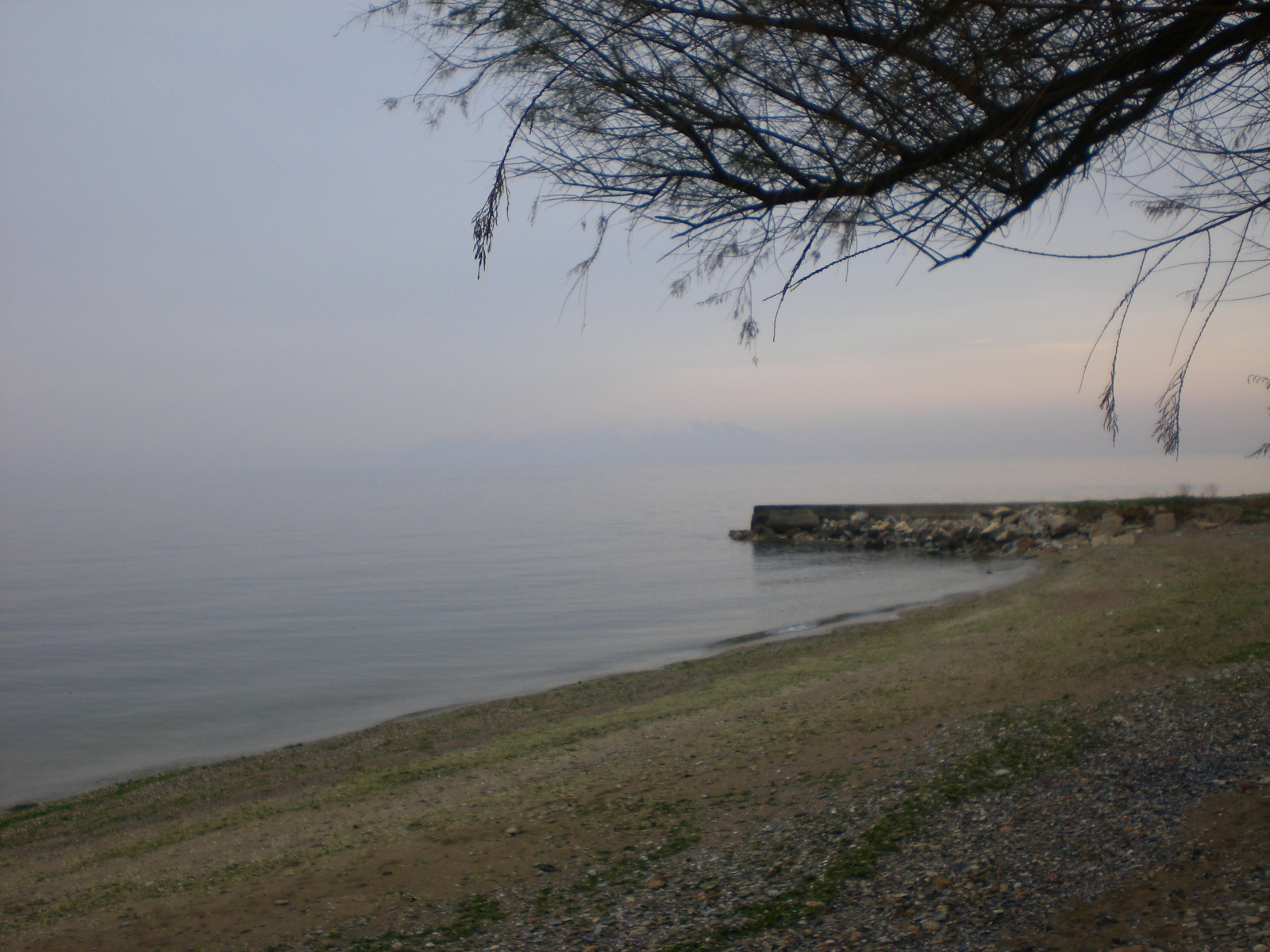
Praia perto da beira-mar
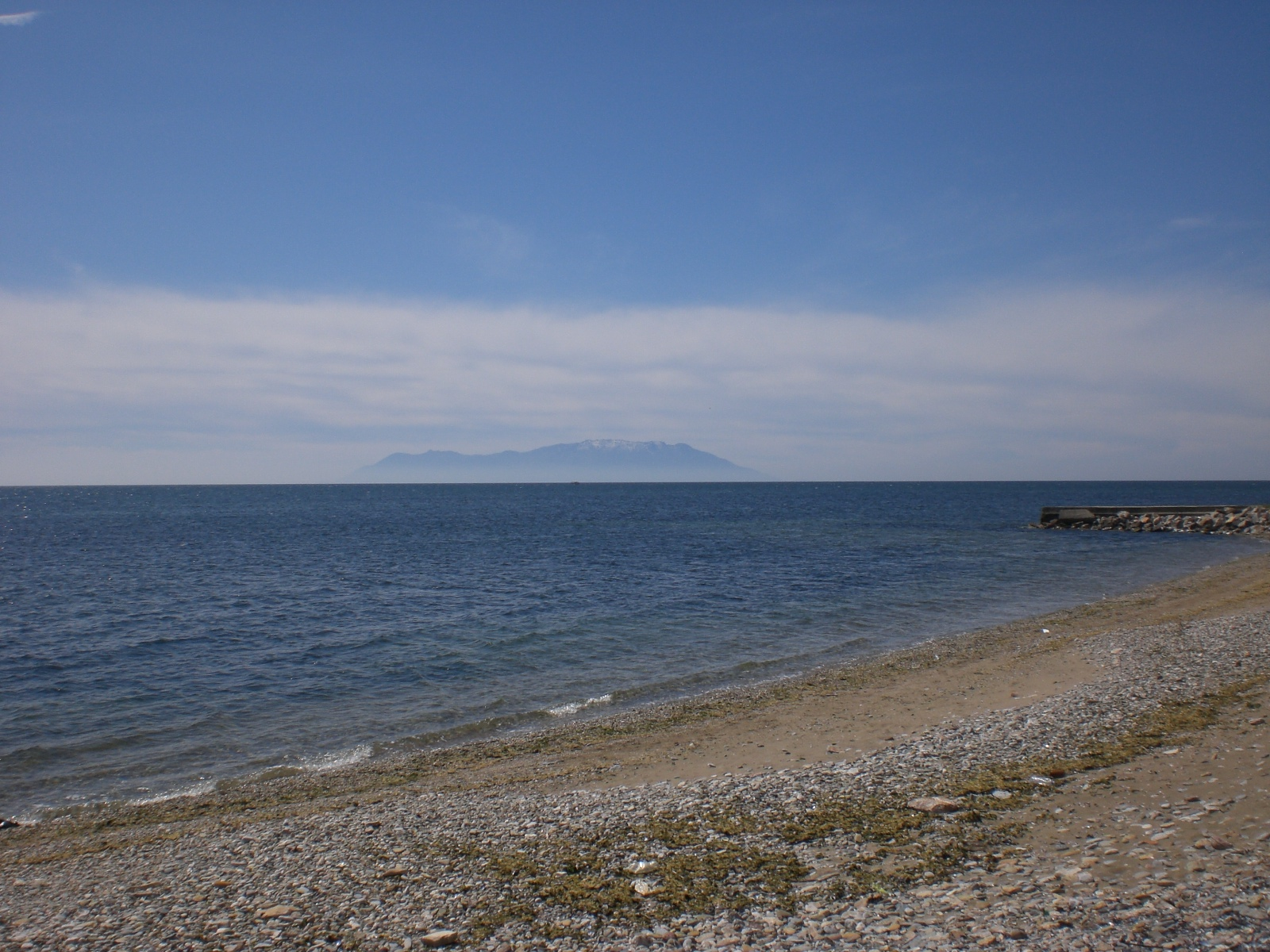
Praia, com vista da ilha de Samotrácia ao fundo